# 장문석 (야구인)
장문석(張文碩, 1974년 12월 15일~)은 전 KBO 리그 KIA 타이거즈의 투수이다.

## 선수 시절

### 아마추어 시절
경남상고(현 부경고등학교) 시절 포지션은 유격수였으나 동아대학교 진학 후 투수로 전향했다.

### LG 트윈스시절
1997년에 입단하였다. 이 해에 정경배에게 연타석 만루 홈런을 허용했다.

## KIA 타이거즈시절=
2005년 11월 손상정, 한규식과 함께 마해영, 최상덕, 서동욱을 상대로 트레이드됐다. 무릎 부상으로 2008년 이후에는 마운드에 많이 서지 못했다. 2009년 10월에 방출된 후 현역에서 은퇴했다.

## 야구선수 은퇴 후
2010년부터 부경고등학교 야구부의 코치로 활동했다.

## 출신 학교
- 부산 대신초등학교
- 부산 대동중학교
- 경남상업고등학교
- 동아대학교

## 통산 기록
| 연도 | 소속 | 평균 자책 | 경기 | 승리 | 패전 | 세이브 | 이닝    | 사사구 | 피안타 | 탈삼진 | 실점 | 자책점 | 기타 |
| ---- | ---- | --------- | ---- | ---- | ---- | ------ | ------- | ------ | ------ | ------ | ---- | ------ | ---- |
| 1997 | LG   | 13.50     | 7    | 0    | 2    | 0      | 12 2/3  | 19     | 12     | 8      | 20   | 19     |      |
| 1999 | LG   | 4.21      | 23   | 4    | 3    | 4      | 62      | 54     | 42     | 51     | 30   | 29     |      |
| 2000 | LG   | 3.42      | 40   | 9    | 8    | 11     | 137     | 123    | 62     | 134    | 55   | 52     |      |
| 2001 | LG   | 7.74      | 14   | 1    | 3    | 0      | 43      | 50     | 37     | 23     | 37   | 37     |      |
| 2002 | LG   | 1.60      | 59   | 10   | 3    | 4      | 101 1/3 | 75     | 42     | 86     | 22   | 18     |      |
| 2003 | LG   | 4.40      | 39   | 9    | 6    | 0      | 100 1/3 | 112    | 45     | 53     | 49   | 49     |      |
| 2004 | LG   | 4.03      | 28   | 10   | 8    | 1      | 152     | 168    | 63     | 75     | 73   | 68     |      |
| 2005 | LG   | 3.75      | 27   | 5    | 5    | 7      | 84      | 93     | 36     | 60     | 40   | 35     |      |
| 통산 | -    | 3.99      | 237  | 48   | 38   | 27     | 692 1/3 | 694    | 339    | 490    | 326  | 307    |      |

## 같이 보기
- 시오타니 가즈히코